# Gnophomyia propatula
Gnophomyia propatula är en tvåvingeart som beskrevs av Alexander 1947. Gnophomyia propatula ingår i släktet Gnophomyia och familjen småharkrankar.
Artens utbredningsområde är Costa Rica. Inga underarter finns listade i Catalogue of Life.